# Meruge
Meruge ist eine Gemeinde (Freguesia) im portugiesischen Kreis Oliveira do Hospital. In ihr leben 490 Einwohner (Stand 19. April 2021).

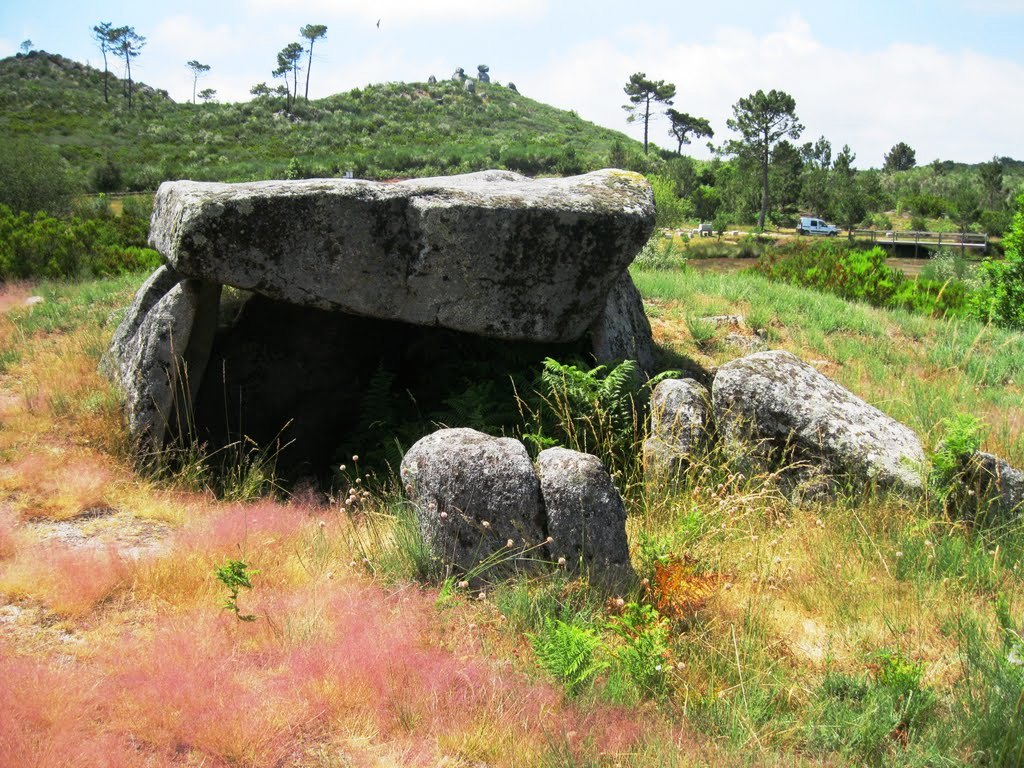
Lapa de Meruge ist eine Anta beim Ort